# Света Богородица (Растойца)
„Света Богородица“ (на македонска литературна норма: „Света Богородица“) е възрожденска православна църква край демирхисарското село Растойца, югозападната част на Северна Македония. Част е от Крушевско-Демирхисарската епархия на Македонската православна църква – Охридска архиепископия.

## География
Църквата се намира на няколкостотин метра от селото, от дясната страна на пътя, който води за село Прибилци.

## История
Църквата е осветена около 1874 година.

## Галерия
- Селските гробища в двора на църквата
- Апсидата на църквата
- Поглед към църквата
- Камбанарията на църквата
- Църквата с камбанарията
- Входната врата на църквата